# Fairfield (Washington)
Fairfield az Amerikai Egyesült Államok északnyugati részén, Washington állam Spokane megyéjében elhelyezkedő város. A 2010. évi népszámlálási adatok alapján 612 lakosa van.
A települést 1888-ban alapította E.H. Morrison; a helységet felesége szülővárosa után nevezte el. Fairfield 1905. március 3-án kapott városi rangot.

## Éghajlat
| Hónap                         | Jan.  | Feb.  | Már.  | Ápr.  | Máj. | Jún. | Júl. | Aug. | Szep. | Okt.  | Nov.  | Dec.  | Év    |
| ----------------------------- | ----- | ----- | ----- | ----- | ---- | ---- | ---- | ---- | ----- | ----- | ----- | ----- | ----- |
| Rekord max. hőmérséklet (°C)  | 16,1  | 18,9  | 22,8  | 34,4  | 36,7 | 41,1 | 44,4 | 41,7 | 37,8  | 32,2  | 22,2  | 17,8  | 44,4  |
| Átlagos max. hőmérséklet (°C) | 2,8   | 5,6   | 10,0  | 14,4  | 18,9 | 22,8 | 28,9 | 28,9 | 23,9  | 16,1  | 6,7   | 1,7   | 15,1  |
| Átlagos min. hőmérséklet (°C) | −5,0  | −3,3  | −1,1  | 1,1   | 4,4  | 7,8  | 10,0 | 10,0 | 5,6   | 1,1   | −2,2  | −5,6  | 1,9   |
| Rekord min. hőmérséklet (°C)  | −32,2 | −31,7 | −20,0 | −12,2 | −5,6 | −2,8 | −1,7 | −0,6 | −11,7 | −15,6 | −26,1 | −33,9 | −33,9 |
| Átl. csapadékmennyiség (mm)   | 52    | 39    | 40    | 35    | 44   | 31   | 17   | 13   | 19    | 33    | 62    | 57    | 442   |
| Forrás: The Weather Channel   |       |       |       |       |      |      |      |      |       |       |       |       |       |

## Népesség
A 2010-es népszámláláskor a városnak 612 lakója, 225 háztartása és 153 családja volt. A népsűrűség 384,9 fő/km2. A lakóegységek száma 240, sűrűségük 150,9 db/km2. A lakosok 96,1%-a fehér, 0,3%-a afroamerikai, 1,1%-a indián, 0,2%-a ázsiai,  0,8%-a egyéb, 1,5%-a pedig kettő vagy több etnikumú. A spanyol vagy latino származásúak aránya 1,5% (0,8% mexikói,  0,3% kubai, 0,3% egyéb spanyol vagy latino származású.)
A háztartások 32,4%-ában élt 18 évnél fiatalabb. 53,8% házas, 9,8% egyedülálló nő, 4,4% egyedülálló férfi, 32% pedig nem család. 26,2% egyedül élt; 13,4%-uk 65 éves vagy idősebb. Egy háztartásban átlagosan 2,59 személy élt; a családok átlagmérete 3,07 fő.
A medián életkor 40,2 év volt. A város lakóinak 24,7%-a 18 évesnél fiatalabb, 6,1% 18 és 24 év közötti, 24,7%-uk 25 és 44 év közötti, 25,1%-uk 45 és 64 év közötti, 19,4%-uk pedig 65 éves vagy idősebb. A lakosok 52,5%-a férfi, 47,5%-a pedig nő.

## Fordítás
Ez a szócikk részben vagy egészben  a   Fairfield, Washington című angol Wikipédia-szócikk ezen változatának fordításán alapul.  Az eredeti cikk szerkesztőit annak laptörténete sorolja fel. Ez a jelzés csupán a megfogalmazás eredetét és a szerzői jogokat jelzi, nem szolgál a cikkben szereplő információk forrásmegjelöléseként.